# Geomitra tiarella
Geomitra tiarella é uma espécie de gastrópode  da família Hygromiidae.
É endémica de Portugal.